# Élisabeth II de Regenstein
Élisabeth de Regenstein-Blankenburg, née en 1542 et morte le 20 juillet 1584 à Quedlinbourg, est princesse-abbesse de Quedlinbourg de 1574 jusqu'à sa mort. En tant que telle, elle est connue comme Élisabeth II de Quedlinbourg.

## Biographie
Élisabeth est la fille du comte Ulrich X de Regenstein-Blankenburg (1489-1551) et de sa seconde épouse Madeleine, fille du comte Bodon VIII de Stolberg-Wernigerode, qui meurt des suites de brûlures subies dans l'incendie du château de Blankenburg le 19 novembre 1546.
En 1565, avec le consentement de l'empereur et du pape, elle a été élue coadjuteur de sa tante Anne II de Stolberg, la première abbesse protestante de Quedlinbourg ayant embrassé le luthéranisme en 1539. À la mort d'Anne II le 4 mars 1574, Élisabeth est immédiatement consacrée abbesse de Quedlinbourg, et, comme telle, elle occupe aussi le rang de princesse du Saint-Empire. Élisabeth II est le seconde abbesse protestante de Quedlinbourg et la première à être protestante au moment de son élection.
L'électeur Auguste Ier de Saxe, patron de l'abbaye, est initialement contre son élection. Il accepte finalement de la reconnaître comme abbesse, à condition qu'il approuve tous les futurs candidats pour le poste d'abbesse de Quedlinbourg. Élisabeth II doit également accepter de percevoir des impôts en collaboration avec Auguste.
À Quedlinbourg, Élisabeth II organise une conférence théologique en 1583, un an avant sa mort. Elle meurt le 20 juillet 1584. Anne de Stolberg, fille du comte Henri et la nièce d'Anne II, lui succède sous le nom de Anne III.